# Internet art
Con il termine Internet art, alla quale ci si riferisce anche con Net art, ci si riferisce ad una disciplina artistica contemporanea volta a creare opere d'arte con, per e nella rete Internet. Tale forma d'arte ha aggirato il tradizionale dominio del circuito di Gallerie e Musei, demandando il ruolo principale dell'esperienza della fruizione estetica ad internet o ad altre reti telematiche. In molti casi, la visione dell'opera è disgregata in particolari specie di interazione con il lavoro artistico. Gli artisti che lavorano in questo modo sono spesso chiamati net artist.
Esistono però diverse tipologie di lavori digitali che seppur creati per la rete non possono essere definiti opere di net art. Per questo motivo  è necessario rintracciare alcuni elementi essenziali che rendono riconoscibile un'opera di Net art. Caratteri di un'opera di net.art sono:
- creati con linguaggio di programmazione e software
- l'intenzione artistica/estetica e di connessione fra più contenuti multimediali;
- l'interattività come elemento essenziale ma non sempre necessario;
- la fruibilità globale -l'accesso ad un'opera di Net.Art deve essere possibile da qualsiasi connessione ad Internet-;
- l'essere open source -modificabile da chiunque (in alcuni casi)

Un noto teorico, Lev Manovich, della net.art dice che è "la materializzazione dei social networks sulla comunicazione su internet". Infatti il gruppo precursore di questo movimento artistico è stato in grado di creare un genere artistico soprattutto attraverso la sua capacità di fare network e di connettere programmatori di tutto il mondo intorno ad una pratica creativa ma anche ironica. La net.art infatti ha giocato molto con la parodia, con l'errore e con la destrutturazione delle pagine web.
Oggi possiamo affermare che il movimento artistico della net.art (come movimento e non come forma artistica) si va spegnendo. Il senso di quel movimento veniva evidenziato dal fatto che solo in quegli anni il Web entrava per la prima volta nell'uso comune di milioni di persone che iniziavano a sperimentare il nuovo medium. Negli anni che vanno dal '94 al 2004 circa infatti si è vissuto un fermento in questo campo che ha prodotto quella che è divenuta una forma d'arte.
Si può peraltro affermare che è ambiguo identificare in modo totale il termine "net art" con l'area artistica che ha usato "net.art" come etichetta per le proprie azioni.

Il termine "net art" potrebbe infatti includere al suo interno non soltanto i lavori di "net.art", ma anche una più vasta area di lavori che hanno usato le reti telematiche fin dalla fine degli anni Settanta in senso artistico all'interno di musei e istituzioni del sistema dell'arte ufficiale.

Secondo alcuni può addirittura essere considerata una forma di "net art" la creazione delle stesse prime reti telematiche negli anni Sessanta.

Se poi si estende il concetto di "net art" all'arte del fare network, si possono trovare molte anticipazioni nel Novecento a tale attitudine in campo artistico, non solo di tipo tecnologico, ma prioritariamente di tipo relazionale, comunicative e con una spiccata attitudine critica e controculturale.

Alla radice delle opere di net art, così come di net.art, vi è una fondamentale volontà di sovvertire i paradigmi dell'estetica tradizionale, così come del sistema economico fondato sul concetto di proprietà privata.

In tal senso si può trovare un'analogia tra il significato della cosiddetta " hacker art" e una specifica interpretazione del senso del termine "net art".

## Le prime opere apparse in rete
Le prime due opere di Net.Art, che possiamo qualificare storiche per la risonanza che esse hanno conosciuto e la loro qualità artistica, estetica e tecnica, sono apparse sul Web nel 1994.

### WaxWeb di David Blair
Prima di arrivare a creare l'opera di Net.Art Waxweb, David Blair concepisce un film elettronico, “Wax or the discovery of television among the bees” (1991, 85 minuti), costruito da unità d'informazione collegate tra loro secondo un principio ipertestuale e d'associazione di idee. Dopodiché Blair lo importò sul Web e lo pubblicò in CD ROM. La base di WaxWeb è costituita da 600 nodi e 2000 immagini estratte dal film. Blair invita allora 25 autori di fama mondiale per collaborare e aggiungere testi, elementi narrativi, ecc. Anche il pubblico utilizzatore poteva aggiungere propri elementi. È un'opera evolutiva e di collaborazione nel corso della creazione. A causa dei limiti della tecnologia, WaxWeb fu all'inizio essenzialmente testuale e poi apparirono le immagini i suoni e i video. A seconda che si sia un partecipante attivo o un semplice navigatore WaxWeb si presenta a diversi livelli di complessità. Emerge l'interattività dell'opera, ogni fruitore può decidere e scegliere se vedere il filmato o altri tipi di animazione, fino ad arrivare ad animazioni che scompongono parti del filmato e ce le mostrano tramite il download di un software con la tridimensionalità virtuale.

### The File Room di Muntadas
The File Room di Muntadas  è costruito grazie a diversi contributi sulla censura culturale nel mondo suddivisi con quattro criteri: l'epoca (dal quindicesimo secolo ai nostri giorni), il luogo (nei differenti paesi del mondo), i supporti (pittura, scultura, film, letteratura), la natura della censura (religiosa, politica, che riguarda le cosiddette buone maniere, ecc.). La rete è subito considerata un mezzo di democrazia e per la circolazione libera dell'informazione, anche se oggi stanno nascendo nuove forme di censura e di controllo, come ad esempio la legge sull'editoria informativa in Internet da poco emanata in Italia.  L'arte in passato ha spesso subito diverse forme di censura, File Room è un'opera di denuncia ed esiste anche sotto forma di installazione nello spazio fisico.

## La leggenda sulla nascita della Net.Art
Al principio questa tipologia di arte venne denominata Web Art e con molti altri appellativi, poi nel dicembre del 1995 Vuk Cosic, artista programmatore, ricevette un messaggio inviato via e-mail da un anonimo. La leggenda narra che, a causa dell'incompatibilità del software, il testo aperto fosse incomprensibile e indecifrabile, in linguaggio ASCII (American Standard Code for Information Interchange). L'unico frammento che diede a Cosic la curiosità di decifrarlo fu:
[...] J8~g#|\;Net. Art{-^s1 [...]
Vuk Cosic racconta di essersi sentito estremamente eccitato, la rete stessa aveva dato un nome all'attività nella quale egli era coinvolto. Egli cominciò immediatamente ad utilizzare questo termine. Dopo diversi mesi egli rispedì lo stesso messaggio ad Igor Markovic, che lo decodificò. Il testo appariva come un gradevole ma controverso e vago manifesto nel quale l'autore biasimava le tradizionali istituzioni artistiche e dichiarava libertà dell'espressione di sé e indipendenza per un artista in Internet. La parte del testo che prima abbiamo menzionato convertita diceva così:
«Tutto questo diviene possibile solo con l'emergere della Net.Art...» .  Il resto del testo non era di grande interesse ma il termine Net.Art è ancora in uso. Dopo 25 anni la Net.Art è un fenomeno artistico entrato nel circuito internazionale dell'arte.
In realtà la net.art nasce con un gruppo di programmatori che lavorava insieme su internet. Il gruppo era formato da Vuk Cosic, Jodi, Alexei Shulgin, Olia Lialina e Heath Bunting. Questi venivano in parte dalla cultura hacker ed erano ispirati da un sentire comune che diveniva nell'operatività una parodia dei movimenti artistici di avanguardia.

## La Net.Art in Italia
In Italia la Net.Art inizia a diffondersi alla fine degli anni '90, ma molte sono le opere di net art realizzate prima di allora. Tra queste:
- Nel 1970 Pietro Grossi trasmette musica digitale attraverso un collegamento telematico fra la Fondazione Manzù di Rimini e il CNUCE di Pisa, forse il primo audio streaming della storia. (Invitato da Iannis Xenakis, presenterà un altro concerto telematico tra Pisa e Parigi nel 1974).
- Nel 1983 il prof. Mario Costa di Salerno fonda il gruppo di ricerca sull'"Estetica della comunicazione".
- Nel 1986 alla Biennale di Venezia sono esposti diversi lavori di artisti internazionali che fanno uso delle reti telematiche.
- Nel 1989 l'artista fiorentino Tommaso Tozzi realizza come opera d'arte il virus informatico subliminale "Rebel! Virus" con l'aiuto di Andrea Ricci e ne pubblica il codice all'interno del libro "Opposizioni 80", Amen edizioni, 1991.
- Nel 1990 l'artista fiorentino Tommaso Tozzi realizza la banca dati telematica Hacker Art BBS come opera d'arte e la espone nel 1991 alla mostra Anni 90 alla Galleria d'Arte Moderna di Bologna, insieme al virus informatico "Rebel! Virus".
- A gennaio del 1995 il gruppo Strano Network organizza al Centro per l'Arte Contemporanea Luigi Pecci di Prato il primo grande evento internazionale che coniuga l'ambito dell'arte (con una mostra di arte digitale e telematica all'interno degli spazi espositivi) con le riflessioni sul tema dei diritti a comunicare attraverso le nuove tecnologie della comunicazione. L'evento dal titolo "Diritto alla comunicazione nello scenario di fine millennio" vede in un giorno la presenza di circa 2.000 persone tra intellettuali, giornalisti, artisti, attivisti, critici, professori, ecc., con circa 70 relatori e la presentazione di una dozzina di network telematici nazionali ed internazionali, tra cui internet.
- Nell'estate del 1995 l'artista fiorentino Tommaso Tozzi idea come opera d'arte il primo " Netstrike" mondiale e lo organizza a dicembre insieme al gruppo Strano Network.
- Nel 1995 il poeta e teorico dell'arte Francesco Saverio Dòdaro fonda e dirige, per Conte Editore (Lecce), la collana "Internet Poetry", prima esperienza italiana di net poetry. La collana era suddivisa in due edizioni; a quella online (pubblicata come iper-testo su www.clio.it/sr/ce/ip/home.html, oggi non più online) faceva seguito una edizione cartacea formato cartolina, spedibile. Il primo titolo pubblicato fu "A tre deserti dall'ombra dell'ultimo sorriso meccanico" di Elio Coriano (1995), Premio Venezia Poesia nel 1996.
- A maggio del 1996 il gruppo Strano Network pubblica con la casa editrice AAA Edizioni il libro "Netstrike, no copyright, etc."
- Nel maggio 1996 a Trieste ha luogo il primo evento internazionale dedicato all'arte in rete: Net Art Per Se organizzata dallo sloveno Vuk Cosic.
- Nel 1997, netOper@: prima opera italiana multimediale e collettiva online.[2][3] Esperienza multimediale aperta alla partecipazione online di designer, artisti e musicisti nel ruolo di autori ed esecutori. L'opera ha coinvolto in totale più di trenta (net) artisti, in un grande collage contenente file grafici e sonori, inclusi animazioni e pezzi sperimentali di musica interattiva ottenuta attraverso l'immagine, che viene letta come partitura musicale. Sergio Maltagliati[4] compositore, programmatore e artista italiano, attivo nel campo dell'arte digitale e computer music, da una idea di Pietro Grossi,[5] è autore del progetto che si propone di integrare nel suo corpus materiali provenienti dalla Rete in un grande collage sonoro e visuale, con esecuzioni anche on-line.[6]
- Nel 1997, il critico d'arte e giornalista Fortunato Orazio Signorello promuove nella sede dell'Accademia Federiciana (Catania) la mostra "Originalità autonome", dove vengono esposte anche opere di artisti siciliani che fanno uso delle reti telematiche. Il finissage si conclude con un incontro che coinvolge 25 (net) artisti.
- Nel 1999 nasce il gruppo 80/81 con il progetto Island.8081 .
- Nel settembre del 2000 si svolge a Bologna il D.I.N.A (digital_is_not_analog) un meeting che vuole far conoscere i principali esponenti della net art. Tra i partecipanti alla prima edizione vi sono Vuk Cosic e RTMark.
- Random, magazine di Exibart comincia a diffondere contenuti e informazioni sulle opere di net.art
- Nel 2001 nasce il gruppo EpidemiC .
- Nel 2001 alla Biennale di Venezia il gruppo EpidemiC insieme agli 1100101110101101.ORG espone un virus informatico: Biennale.py
- nel 2001 NeXtOper@,[7] lavoro incompiuto di Pietro Grossi, collaborativo e interattivo attraverso internet e la rete gsm dei telefoni cellulari, con progetto didattico-educativo che ha coinvolto i ragazzi della scuola media statale Giusti-Gramsci di Monsummano Terme (pt).
- Nel settembre del 2002 ad Ancona viene organizzato BananaRAM a cui partecipano, come artisti: Maciej Wisniewski, Epidemic, 1100101110101101, Limiteazero, Nicola Tosic e Joey Krebs e come curatori: Maria Rita Silvestri e Valentina Tanni (direttore di Random).

Per la prima volta in Italia le opere ideate con software e linguaggi di programmazione vengono esposte come opere d'arte. I progetti esposti davano un panorama degli approcci artistici al Web: dal browser alternativo Netomat di Maciej Wisniewski (già esposto nel 2001 al Whitney Museum di New York), al PYR8FREETV telecast dalle strade di Los Angeles del graffitaro Joey Krebs, per il virus informatico biennale.py di 1100101110101101.ORG, creato per la Biennale d'Arte di Venezia del 2001.Gli epidemiC hanno esposto il programma peer to peer AntiMafia, mentre Nekada l'opera Community Mapping i Limiteazero hanno portato il software Active Metaphore,  Thomson & Craighead, dot.store spagnolo Retroyou, e The Church of Software ha presentato la versione beta di SoftAid, un programma di aiuti umanitari sotto forma di file/software. Oggi BananaRAM non promuove più solo la net.art ma tutta l'arte che implica l'utilizzo delle nuove tecnologie, di cui la rete Internet è solo uno dei media.